# Centre William Rappard
Das Centre William Rappard ist der Sitz der Welthandelsorganisation (WTO).
Es befindet sich in der Rue de Lausanne 154 in Genf in der Schweiz und wurde zwischen 1923 und 1926 gebaut. Der ursprüngliche Zweck des Gebäudes war Sitz für die Internationale Arbeitsorganisation (ILO) zu sein. Es war das erste Gebäude in Genf, was explizit gebaut wurde um eine internationale Organisation zu beherbergen. Im Jahr 1975 zog die ILO aus dem Gebäude aus und im Jahr 1977 wurde das Centre William Rappard dann Sitz des Sekretariats des General Agreement on Tariffs and Trade (GATT), des UN-Flüchtlingskommissars und der Bibliothek des Hochschulinstitut für internationale Studien und Entwicklung. Im Jahr 1995 wurde das GATT Teil der neu gegründeten Welthandelsorganisation und das Centre William Rappard wurde nur noch von ihr genutzt. In den Jahren 2008 bis 2013 wurde das Gebäude komplett renoviert und eine Erweiterung errichtet.

## Geschichte
Am Ort, wo heute das Gebäude steht standen ursprünglich zwei Villen. Die eine war die Villa Rappard, welche im Jahr 1785 gebaut wurde und 1894 renoviert wurde. Die andere, die Villa Bloch stand bis 1957, wo sie für die erste Erweiterung des Centre William Rappard um einen Südwing weichen musste.

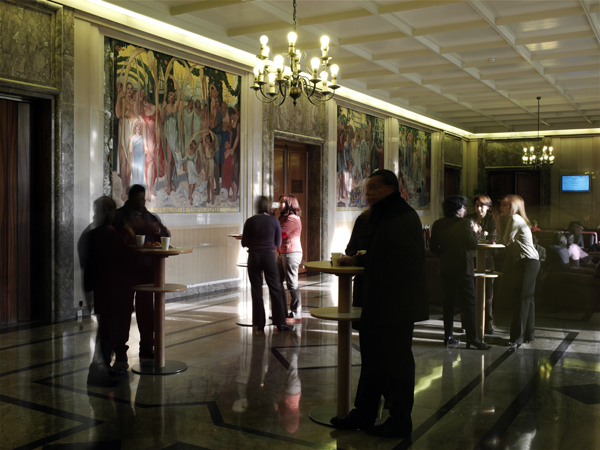
Salle des Pas-Perdus

Das Bloch-Anwesen war 1921 von der Schweiz erworben wurde und 1923 dem Völkerbund gespendet. Im gleichen Jahr, also 1921, wurde der Schweizer George Épitaux mit der Errichtung des neuen ILO-Hauptquartier beauftragt. Die Errichtung dauerte drei Jahre, sodass am 6. Juni 1926 die Einweihung gefeiert werden konnte. In den folgenden Jahren und Jahrzehnten wurde das Gebäude erweitert, so im Jahre 1937 um einen nordöstlichen Flügel, im Jahre 1938 um einen südwestlichen Flügel, im Jahre 1951 um einen südlichen Flügel und im Jahre 1957 um einen südöstlichen Flügel, dem dann die Villa Bloch weichen musste.
Im Jahre 1975 zog die Internationale Arbeitsorganisation in ein anderes Gebäude um und der Gebäudeeigentümer wurde dann die Building Foundation for International Organizations (FIPOI) der Schweizer Föderation und des Kanton Genf. Im Jahre 1977 wurde das Gebäude dann renoviert und nach dem Schweizer Diplomaten William Rappard Centre William Rappard benannt. Im gleichen Jahr wurde das Gebäude dann Sitz des Sekretariat des GATT, des UN-Flüchtlingskommissars und der Bibliothek des Hochschulinstituts für internationale Studien und Entwicklung.

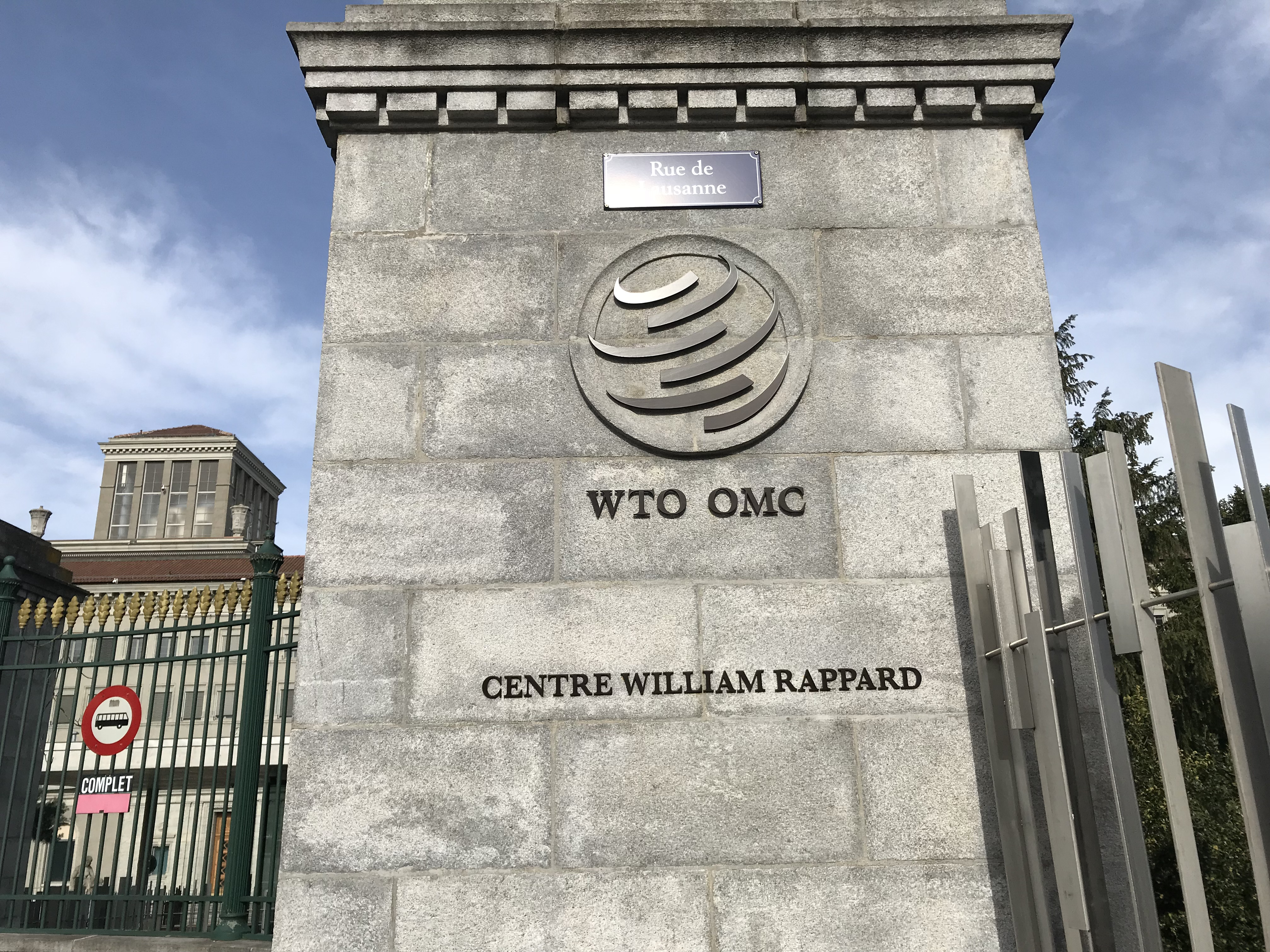

Im Jahre 1995 wurde das Gebäude dann der Sitz der neugegründeten Welthandelsorganisation, in welcher das GATT-Sekretariat aufgegangen war. Bis heute sitzt die WTO im Centre William Rappard.
Im Jahr 1998 errichtete die WTO neben dem Gebäude ein Konferenzgebäude. Der Architekt dieses Gebäudes war der Schweizer Ugo Brunoni.
Im Rahmen von Recherchen in den Archiven der Internationalen Arbeitsorganisation und der WTO wurden zahlreiche unter Baumaterial verborgene Kunstwerke wiederentdeckt und so aufbereitet, dass sie der Öffentlichkeit zugänglich sind. Jedoch war das Gebäude schnell zu klein für die vielen Mitarbeiter der WTO. Nach längeren Beratungen einigte man sich im August 2008 mit der Schweiz auf eine Renovierung und Erweiterung des Centre William Rappard. Von den diskutierten Möglichkeiten war dies die kostengünstigste Alternative. Die Erweiterung wurde 2008 formal genehmigt und im Jahr 2009 wurde der Bau gestartet. Die Erweiterung schuf neuen Raum für 300 Mitarbeiter, womit 1.200 Mitarbeiter im Gebäudekomplex Raum finden, und eine Tiefgarage mit Platz für 200 Autos Ebenso wurde auch das komplette Gebäude renoviert, sodass im gesamten Gebäude mehr Arbeitsplätze für Mitarbeiter, Delegierte der Staaten und Besucher geschaffen wurden. Diese Grunderneuerung des Gebäudes verlief in drei Phasen. Die erste Phase verlief von 2008 bis 2011 und es wurden der Sitzungsraum des Allgemeinen Rates überholt, einige neue Räume geschaffen, sowie die Elektronik, Abwasser und Heizungsrohre erneuert. In der zweiten Phase, die 2010 begann und 2012 endete, führte zur Schaffung von mehr Arbeitsplätzen innerhalb des Gebäudes, sowie zur Schaffung eines Atriums am Ort des früheren Innenhofes und großen Sitzungsräumen. Die dritte Phase von 2011 bis 2013 war dann die Errichtung des neuen Gebäudes.

## Beschreibung

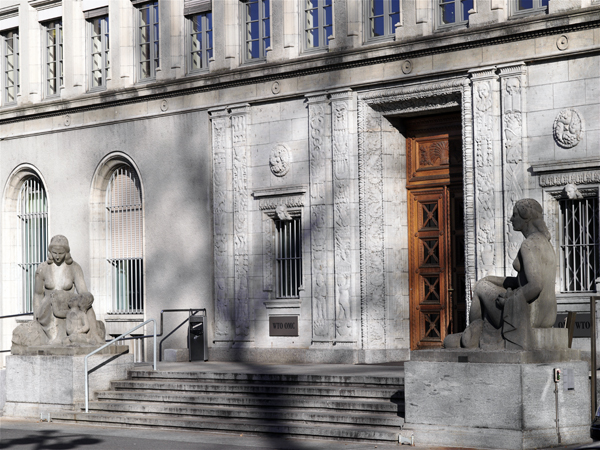
Haupteingang mit den Statuen Peace und Justice

Das originale Gebäude von George Èpitaux wurde im Stile einer klassischen florentinischen Villa mit einem Innenhof, einem großen Eingangsbereich und ausladendem Treppenbereich erbaut. Die Größe dieses ursprünglichen Gebäude betrug 86,30 mal 33,80 Meter und die Höhe der Kuppel betrug 32 Meter von der Höhe des Erdgeschosses. Gebaut wurde das Gebäude fast vollständig aus Zement errichtet, einige Teile jedoch auch aus Granit von Ticino und Sandstein aus Würenlos im Aargau. Der Architekt Èpitaux beauftragte bekannte Künstler, darunter Luc Jaggi, Maurice Sarki, León Perrin und andere. Nach dem Zweiten Weltkrieg wurde Èpitaux damit beauftragt zwei Erweiterungen im Norden und Süden des Gebäudes zu errichten. Geometrische Figuren und Dekorationen wurden bei diesen Erweiterungen benutzt, um eine Konsistenz der Gebäudeteile zu erreichen.
Die Erneuerung und der Neubau von 2008 bis 2013 beinhaltete den Bau eines neuen Gebäudes und Veränderungen des Originalgebäudes. Dazu gehörte die Umwandlung des früheren nördlichen Innenhofes in ein Atrium. Entwickelt wurde diese Veränderung von der Group8 Architects of Geneva, die auf Modernisierungen und optimaler Raumnutzung bei Berücksichtigung der umliegenden Natur spezialisiert sind.
Das neue Gebäude im Süden des Centre William Rappard, gestaltet vom Stuttgarter Jen Wittfoht, hat das Ziel moderne und klassische Elemente zu vereinen und dabei effizient und wenig energieintensiv zu sein, sowie das Gebäude in die Umgebung mit Straße, Park und See einzuordnen. Insbesondere dem letzten Punkt wurde eine Priorität eingeräumt als Teil eines Ansatzes von nachhaltigen Entwicklung. Die Biodiversität sollte gewahrt bleiben, weshalb die WTO den Minergie-P Standard dem Bau zugrunde gelegt hat und recycelbare Materialien, die auch nicht Verschmutzungen der Umwelt verursachen, zum Bau und bei der Renovierung verwendet hat. Die Materialien wurden unter dem Maßstab der Lebensdauer, der Produktion, der Herstellung, der Benutzung und der Entsorgung ausgewählt. Das neue, möglichst wenig energieintensive, Gebäude soll die natürliche Umgebung reflektieren und sich in die Landschaft integrieren. Um Energie zu sparen, wurden Solarenergiemodule angebracht, die auch genug Energie produzieren, um das von der WTO benutzte Wasser zu erhitzen. Ebenso enthält das Gebäude eine UV-absorbierende Schutzschicht. Der Genfer See ist die natürliche Belüftungsanlage für das Gebäude und die Wassersysteme des Gebäudes werden aus den Tiefen des Sees gespeist. Entwickelt wurde das System mit hydrothermalem System vom Services Industriels de Genève. Das Nebengebäude ist so gebaut, dass es so lange wie möglich die Nutzung des Sonnenlichts ermöglicht.

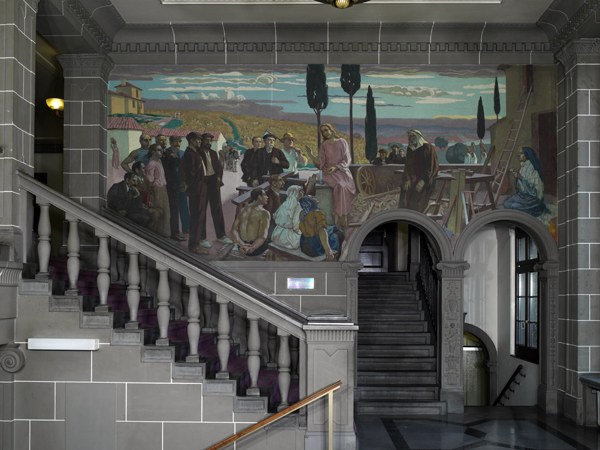
La Dignité du Travail, von Maurice Denis, 1931

Im Centre William Rapard findet man zahlreiche Kunstwerke, viele davon von verschiedenen Regierungen, insbesondere während der Zeit der ILO, gespendet. Dazu gehören unter anderem Maurice Denis “La Dignité du Travail” von 1931, Seán Keating „Irish Industrial Development“ von 1961, Jorge Colaço „Grape-harvesting“, „Ploughing the soil“ und „Fishing“ Mosaiken von 1928, Gustave-Louis Jaulmes’ „Universal Joy“, „Work in Abundance“ und „The Benefits of Leisure“ von 1940. Weitere Werke aus der Zeit der ILO stammen von Albert Hahn Jr., Dean Cornwell, Eduardo Chicharro y Agüera und von Gilbert Bayes der „Child with Fish“ Brunnen von 1926. Im Atrium befindet sich Stahlkonstruktionen, die ein Geschenk Luxemburgs an die ILO waren. Im Eingangsbereich befinden sich Luc Jaggis Statuen „Peace“ und „Justice“ von 1925 und über dem Eingang ein Geschenk der australischen Regierung, eine Schnitzerei, die Mimosen und Ähren zeigt, geschaffen von Albert Held.
Zu den neuesten Erwerbungen gehören Jean-Claude Prêtres „Danaé World Suite / 11 September 2001“, und Catherine Bolles „Outre Terre“. Errichtet auf der Stadtseite des Gebäudes unter Bäumen steht ein vom Handelsministerium Chinas in Verbindung mit der Lokalregierung von Suzhou 2013 als Ausdruck ihrer Verbundenheit zur internationalen Handelsordnung zur Feier des zehnjährigen Bestehens der Mitgliedschaft Chinas in der WTO gespendeten chinesischen Garten.

## Gebäudeteile

### Raum Eric Wyndham White / Raum W

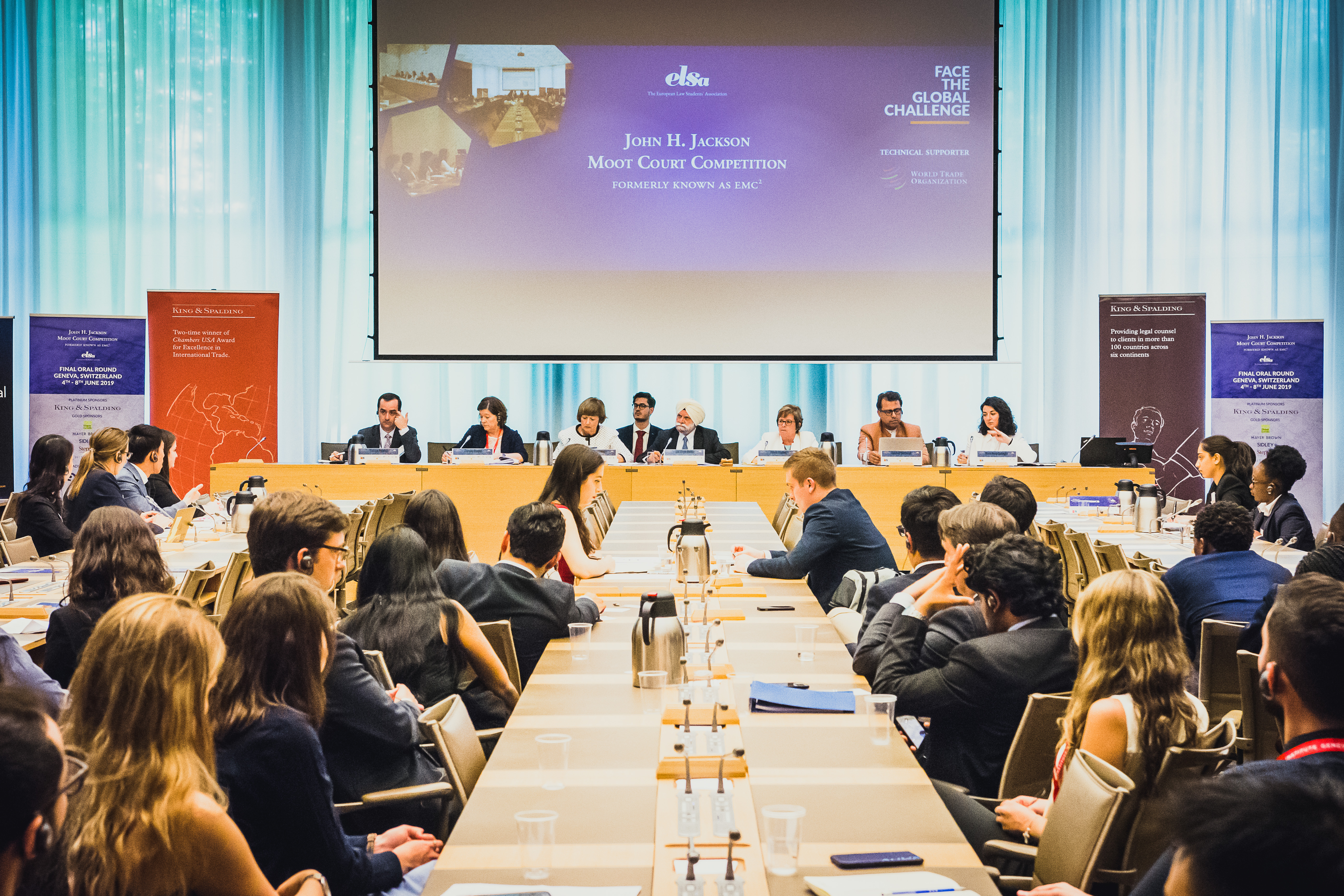
Raum W während des Finale des John H. Jackson Moot Court

Einer der größten Besprechungsräume der WTO ist der Raum Eric Wyndham White, der auch Raum W genannt wird. Benannt ist er seit 1980 nach dem Generaldirektor des GATT, Eric Wyndham White. Ursprünglich wurde er in der Form eines Amphitheaters mit hölzerner Verkleidung und Kronleuchter errichtet. Die Regierung von Indien übergab dafür einige Hölzer. im Laufe der Umbauten 1977 wich dieses Design jedoch einem schlichteren Design. Der Umbau kostete dabei 850.000 Schweizer Franken. Die hölzerne Verkleidung wurde dann an das Hotel Richmond verkauft, kehrte jedoch später in das Centre William Rappard zurück und wurde dann in anderen Räumen benutzt.
In diesem Raum trifft sich beispielsweise der Allgemeine Rat für Besprechungen. Aber auch andere Organe und Einrichtungen, wie die WTO Panels treffen sich in Raum W.

### William Rappard Park
Um das Gebäude herum erstreckt sich der William Rappard Park, in dem an die ILO und WTO geschenkte Bäume gepflanzt wurden.

## Kritik am Gebäude
Im Anschluss an die Genehmigung der Schweizer Behörden für die Erweiterung und den Bau des neuen Gebäudes, erlaubte auch die Stadt Genf am 6. April 2009 den Neubau. Ebenso wurden aufgrund der Schweizer Standards für den Schutz von internationalen Organisationen und ausländischen Beamten Sicherheitsinfrastruktur installiert, beispielsweise ein Zaun um das Gebäude. Das Budget waren dabei 150 Millionen Schweizer Franken, wovon 70 Millionen von der Schweiz und 60 Millionen als Darlehen von der FIPOI zur Verfügung gestellt wurden.
Der Stadtrat Genfs gestatte die Erweiterung mit einem Ergebnis von 50 Stimmen für die Erweiterung und 17 dagegen. Zu diesen 17 Gegenstimmen gehörten A gauche toute! und die UDC-Parteien. Christian Zaugg und Pierre Vanek von „A gauche toute!“ strengten ein Referendum gegen den Bau an.
Dieses Referendum, gegen den Rat der anderen Parteien, auch der Beauftragten für städtische und kantonale Entwicklung Mark Muller der Schweizer FDP und Sandrine Salerno von der Sozialdemokratischen Partei, wurde dann weiter angestrengt und 6.919 Unterschriften gesammelt. Nach der Verifikation wurden jedoch nur 4.022 Unterschriften für gültig erklärt, wobei es für den Start eines Referendums auch nur 4.000 brauchte. Das Referendum fand am 27. September 2009 statt, wobei 61,8 % der Wähler die Erweiterung befürworteten. Am Referendum nahmen 39,5 % der Wähler teil. Der Generaldirektor der Welthandelsorganisation Pascal Lamy sagte, dass die Ergebnisse des Referendums die Welthandelsorganisation dazu ermutige noch mehr mit der Genfer Bevölkerung zu interagieren.

## Fotos

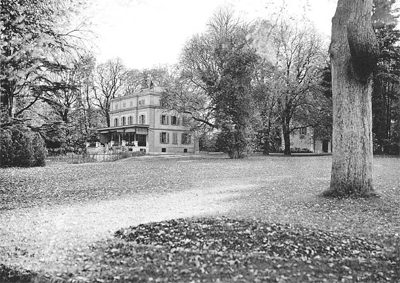
Villa Bloch (früher Rochefoucault)
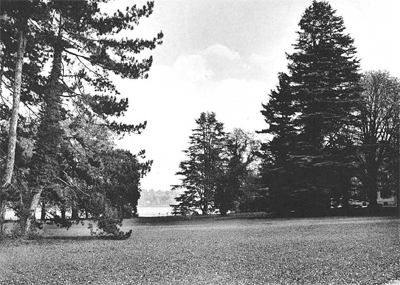
Park der Villa Bloch und der dahinterliegende See, ungefähr 1923
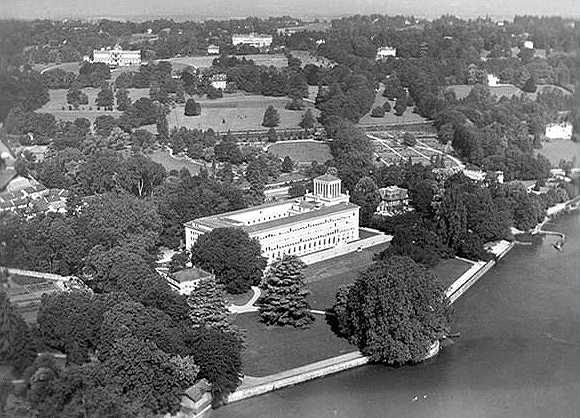
Luftbild, 1926
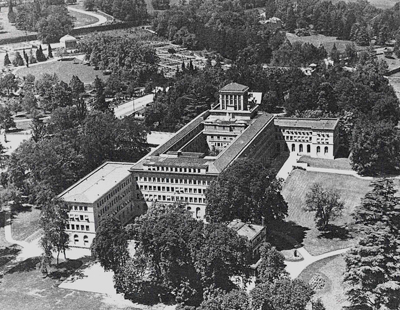
Luftbild im Jahr 1938
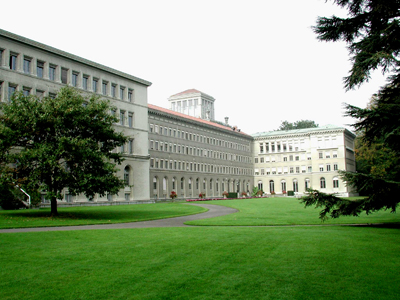
Sicht auf das Gebäude vom Park auf der Seeseite
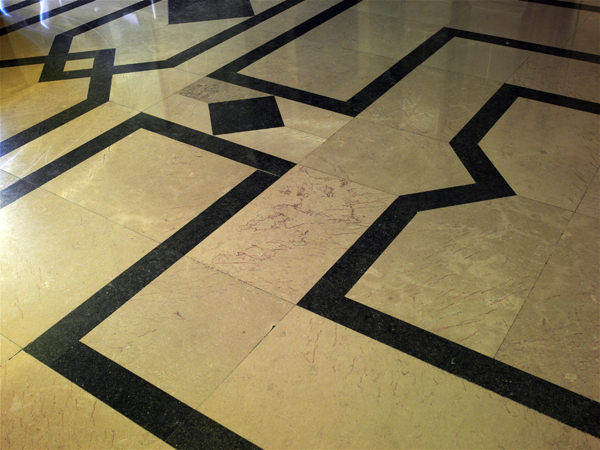
Eingangshalle
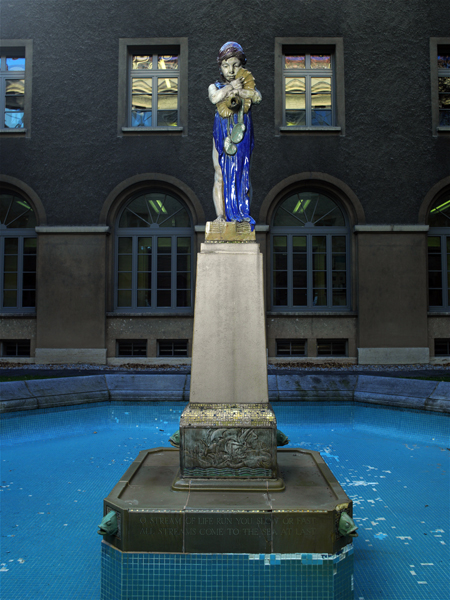
Verzierter Brunnen im ehemaligen Innenhof
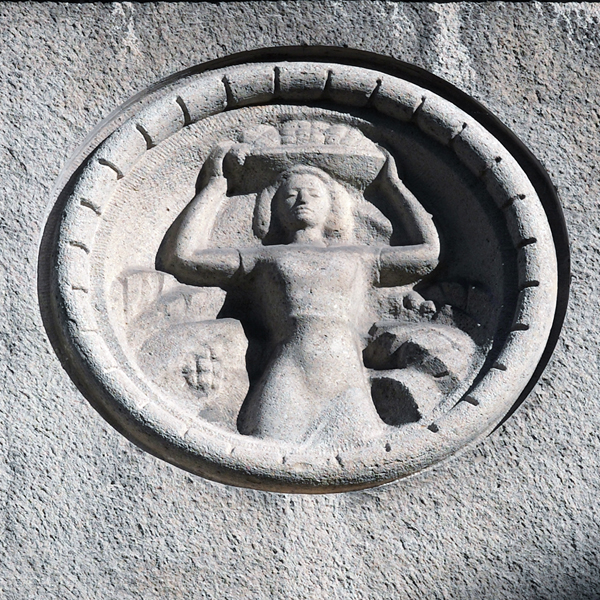
Dekorationen in der Fassade
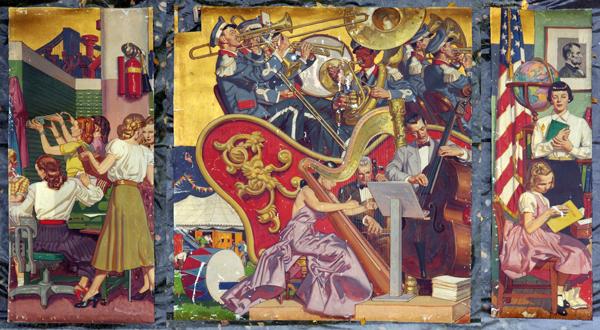
Murals von Dean Cornwell, 1955
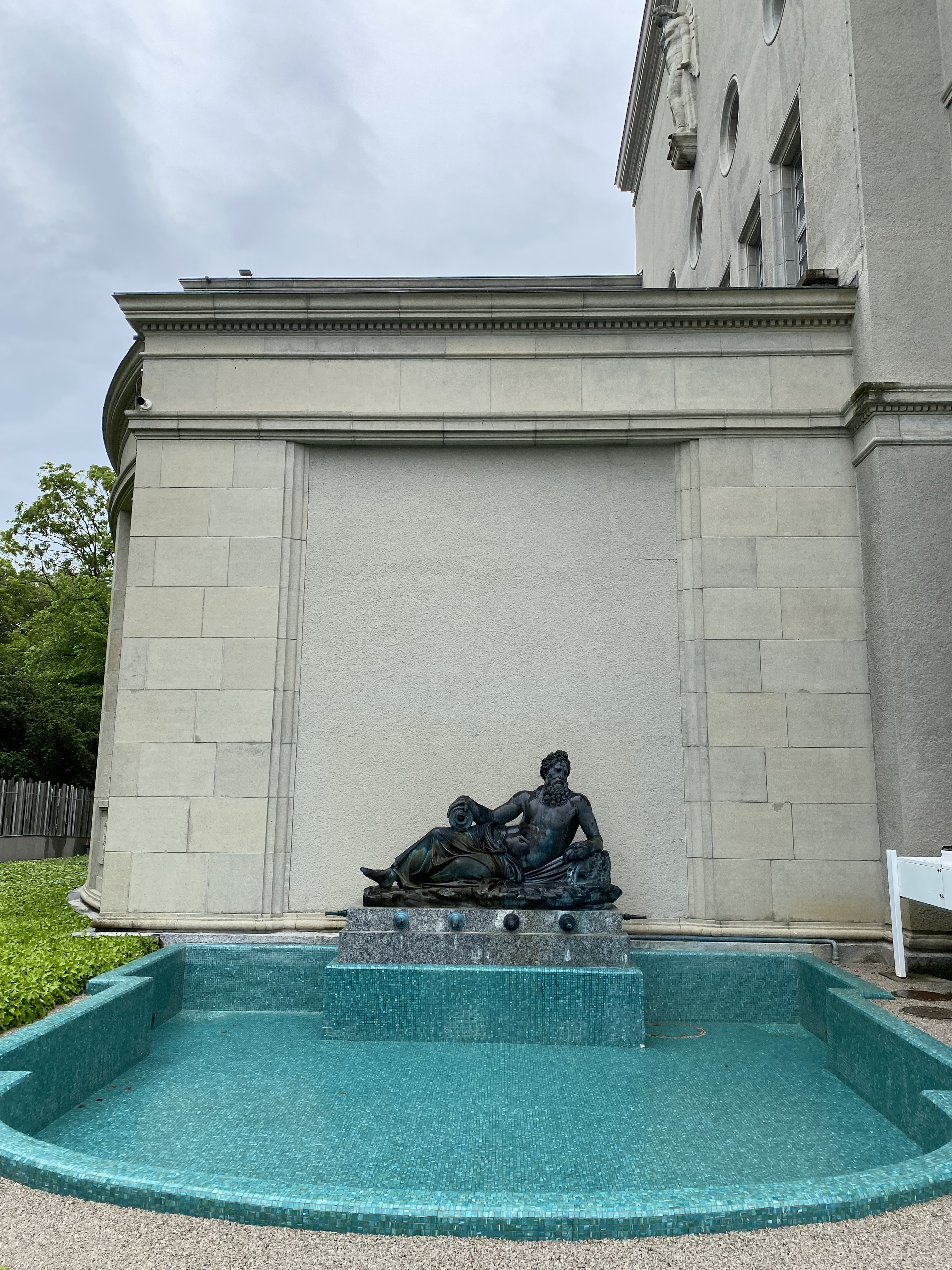
Statue des Tiber von Pietro Canonica, gespendet 1926 von der Regierung Italiens